# Бжезьно (Познанський повіт)
Бжезьно (пол. Brzeźno, нім. Briesen) — село в Польщі, у гміні Костшин Познанського повіту Великопольського воєводства.
Населення — 283 особи (2011).
У 1975-1998 роках село належало до Познанського воєводства.

## Демографія
Демографічна структура станом на 31 березня 2011 року:
|          | Загалом | Допрацездатний вік | Працездатний вік | Постпрацездатний вік |
| -------- | ------- | ------------------ | ---------------- | -------------------- |
| Чоловіки | 147     | 30                 | 101              | 16                   |
| Жінки    | 136     | 29                 | 88               | 19                   |
| Разом    | 283     | 59                 | 189              | 35                   |